# Hypostomus
Hypostomus là một chi cá da trơn trong họ Loricariidae.

## Các loài
Hiện tại có 141 loài được ghi nhận:
| - Hypostomus affinis (Steindachner, 1877) - Hypostomus agna (A. Miranda-Ribeiro, 1907) - Hypostomus alatus Castelnau, 1855 - Hypostomus albopunctatus (Regan, 1908) - Hypostomus ancistroides (R. Ihering (pt), 1911) - Hypostomus angipinnatus (Leege, 1922) - Hypostomus arecuta Y. P. Cardoso, Almirón, Casciotta, Aichino, Lizarralde & Montoya-Burgos, 2012 - Hypostomus argus (Fowler, 1943) - Hypostomus asperatus Castelnau, 1855 - Hypostomus aspilogaster (Cope, 1894) - Hypostomus atropinnis (C. H. Eigenmann & R. S. Eigenmann, 1890) - Hypostomus auroguttatus Kner, 1854 - Hypostomus bolivianus (N. E. Pearson, 1924) - Hypostomus borellii (Boulenger, 1897) - Hypostomus boulengeri (C. H. Eigenmann & C. H. Kennedy, 1903) - Hypostomus brevicauda (Günther, 1864) - Hypostomus brevis (Nichols, 1919) - Hypostomus careopinnatus de Oliveira Martins, Marinho, Langeani & Serra, 2012 - Hypostomus carinatus (Steindachner, 1881) - Hypostomus carvalhoi (A. Miranda-Ribeiro, 1937) - Hypostomus chrysostiktos Birindelli, Zanata & F. C. T. Lima, 2007 - Hypostomus cochliodon Kner, 1854 - Hypostomus commersoni Valenciennes, 1836 - Hypostomus commersonoides (Marini, Nichols & La Monte, 1933) - Hypostomus coppenamensis Boeseman, 1969 - Hypostomus corantijni Boeseman, 1968 - Hypostomus cordovae (Günther, 1880) - Hypostomus crassicauda Boeseman, 1968 - Hypostomus dardanelos Zawadzki & Hollanda Carvalho, 2014 - Hypostomus delimai Zawadzki, R. R. de Oliveira & Debona, 2013 - Hypostomus denticulatus Zawadzki, C. Weber & Pavanelli, 2008 - Hypostomus derbyi (Haseman, 1911) - Hypostomus dlouhyi C. Weber, 1985 - Hypostomus eptingi (Fowler, 1941) - Hypostomus ericae Hollanda Carvalho & C. Weber, 2005 - Hypostomus ericius Armbruster, 2003 - Hypostomus faveolus Zawadzki, Birindelli & F. C. T. Lima, 2008 - Hypostomus fluviatilis (Schubart, 1964) - Hypostomus fonchii C. Weber & Montoya-Burgos, 2002 - Hypostomus francisci (Lütken, 1874) - Hypostomus garmani (Regan, 1904) - Hypostomus goyazensis (Regan, 1908) - Hypostomus gymnorhynchus (Norman, 1926) - Hypostomus hemicochliodon Armbruster, 2003 - Hypostomus hemiurus (C. H. Eigenmann, 1912) - Hypostomus heraldoi Zawadzki, C. Weber & Pavanelli, 2008 - Hypostomus hermanni (R. Ihering (pt), 1905) - Hypostomus hondae (Regan, 1912) - Hypostomus hoplonites Rapp Py-Daniel, 1988 - Hypostomus iheringii (Regan, 1908) - Hypostomus interruptus (A. Miranda-Ribeiro, 1918) - Hypostomus isbrueckeri R. E. dos Reis, C. Weber & L. R. Malabarba, 1990 - Hypostomus itacua Valenciennes, 1836 - Hypostomus jaguar Zanata, Sardeiro & Zawadzki, 2013 - Hypostomus jaguribensis (Fowler, 1915) - Hypostomus johnii (Steindachner, 1877) - Hypostomus kopeyaka Hollanda Carvalho, F. C. T. Lima & Zawadzki, 2010 - Hypostomus kuarup Zawadzki, Birindelli & F. C. T. Lima, 2012 - Hypostomus laplatae (C. H. Eigenmann, 1907) - Hypostomus latifrons C. Weber, 1986 - Hypostomus latirostris (Regan, 1904) - Hypostomus levis (N. E. Pearson, 1924) - Hypostomus lexi (R. Ihering (pt), 1911) - Hypostomus lima (Lütken, 1874) - Hypostomus limosus (C. H. Eigenmann & R. S. Eigenmann, 1888) - Hypostomus longiradiatus (Holly, 1929) - Hypostomus luetkeni (Steindachner, 1877) - Hypostomus luteomaculatus (Devincenzi, 1942) - Hypostomus luteus (Godoy (pt), 1980) - Hypostomus macrophthalmus Boeseman, 1968 - Hypostomus macrops (C. H. Eigenmann & R. S. Eigenmann, 1888) - Hypostomus macushi Armbruster & L. S. de Souza, 2005 - Hypostomus margaritifer (Regan, 1908) - Hypostomus meleagris (Marini, Nichols & La Monte, 1933) | - Hypostomus micromaculatus Boeseman, 1968 - Hypostomus microstomus C. Weber, 1987 - Hypostomus multidens Jerep, Shibatta & Zawadzki, 2007 - Hypostomus mutucae Knaack, 1999 - Hypostomus myersi (Gosline, 1947) - Hypostomus nematopterus Isbrücker & Nijssen, 1984 - Hypostomus niceforoi (Fowler, 1943) - Hypostomus nickeriensis Boeseman, 1969 - Hypostomus niger (Marini, Nichols & La Monte, 1933) - Hypostomus nigromaculatus (Schubart, 1964) - Hypostomus nigropunctatus Garavello, Britski & Zawadzki, 2012 - Hypostomus nudiventris (Fowler, 1941) - Hypostomus obtusirostris (Steindachner, 1907) - Hypostomus occidentalis Boeseman, 1968 - Hypostomus oculeus (Fowler, 1943) - Hypostomus pagei Armbruster, 2003 - Hypostomus pantherinus Kner, 1854 - Hypostomus papariae (Fowler, 1941) - Hypostomus paranensis Weyenbergh (de), 1877 - Hypostomus paucimaculatus Boeseman, 1968 - Hypostomus paucipunctatus Hollanda Carvalho & C. Weber, 2005 - Hypostomus paulinus (R. Ihering (pt), 1905) - Hypostomus peckoltoides Zawadzki, C. Weber & Pavanelli, 2010 - Hypostomus perdido Zawadzki, Tencatt & Froehlich, 2014 - Hypostomus piratatu C. Weber, 1986 - Hypostomus plecostomoides (C. H. Eigenmann, 1922) - Hypostomus plecostomus (Linnaeus, 1758) (Suckermouth catfish) - Hypostomus pospisili (L. P. Schultz, 1944) - Hypostomus pseudohemiurus Boeseman, 1968 - Hypostomus punctatus Valenciennes, 1840 - Hypostomus pusarum (Starks, 1913) - Hypostomus pyrineusi (A. Miranda-Ribeiro, 1920) - Hypostomus regani (R. Ihering (pt), 1905) - Hypostomus rhantos Armbruster, Tansey & Lujan, 2007 - Hypostomus robinii Valenciennes, 1840 (Teta) - Hypostomus rondoni (A. Miranda-Ribeiro, 1912) - Hypostomus roseopunctatus R. E. dos Reis, C. Weber & L. R. Malabarba, 1990 - Hypostomus saramaccensis Boeseman, 1968 - Hypostomus scabriceps (C. H. Eigenmann & R. S. Eigenmann, 1888) - Hypostomus scaphyceps (Nichols, 1919) - Hypostomus sculpodon Armbruster, 2003 - Hypostomus seminudus (C. H. Eigenmann & R. S. Eigenmann, 1888) - Hypostomus simios Hollanda Carvalho & C. Weber, 2005 - Hypostomus sipaliwinii Boeseman, 1968 - Hypostomus soniae Hollanda Carvalho & C. Weber, 2005 - Hypostomus strigaticeps (Regan, 1908) - Hypostomus subcarinatus Castelnau, 1855 - Hypostomus surinamensis Boeseman, 1968 - Hypostomus tapanahoniensis Boeseman, 1969 - Hypostomus taphorni (Lilyestrom, 1984) - Hypostomus tapijara Oyakawa, Akama & Zanata, 2005 - Hypostomus ternetzi (Boulenger, 1895) - Hypostomus tietensis (R. Ihering (pt), 1905) - Hypostomus topavae (Godoy (pt), 1969) - Hypostomus unae (Steindachner, 1878) - Hypostomus uruguayensis R. E. dos Reis, C. Weber & L. R. Malabarba, 1990 - Hypostomus vaillanti (Steindachner, 1877) - Hypostomus variipictus (R. Ihering (pt), 1911) - Hypostomus varimaculosus (Fowler, 1945) - Hypostomus variostictus (A. Miranda-Ribeiro, 1912) - Hypostomus ventromaculatus Boeseman, 1968 (Wara wara) - Hypostomus vermicularis (C. H. Eigenmann & R. S. Eigenmann, 1888) - Hypostomus waiampi Hollanda Carvalho & C. Weber, 2005 - Hypostomus watwata Hancock, 1828 (Armored catfish) - Hypostomus weberi Hollanda Carvalho, F. C. T. Lima & Zawadzki, 2010 - Hypostomus winzi (Fowler, 1945) - Hypostomus wuchereri (Günther, 1864) |